# Пелузо, Лиза
Ли́за Пелу́зо (англ. Lisa Peluso; род. 29 июля 1964, Филадельфия, Пенсильвания) — американская актриса.

## Биография
Лиза Пелузо родилась 29 июля 1964 года в Филадельфии (штат Пенсильвания, США) в семье Мэри Пелузо. Лиза училась и жила по соседству с модным журналистом Дэвидом Евангелиста и актёром Роберто Ломбарди.

## Карьера
Лиза начала карьеру актрисы в 1973 году, сыграв в бродвейской пьесе «Цыган: Музыкальная басня». В 1975 году Пелузо дебютировала в кино, сыграв роль Либби Уилер в телесериале «Сомерсет». В 1988—1995 года она играла роль Авы Рескотт Форбс Элден Мастерс в телесериале «Любить», за роль в котором в 1994 году была номинирована на премию «Дайджест мыльных опер» в номинации «Выдающаяся сцена». В 1997—1999 года играла роль Лилы Харт Робертс Кори Уинтроп в телесериале «Другой мир». Всего сыграла в 16-ти фильмах и телесериалах.

## Личная жизнь
С 10 июня 1995 года Лиза замужем за фотографом Брэдом Гайсом. У супругов есть двое детей — дочь Фиби Энн Гайс (род.29.07.1999) сын Паркер Гайс (род.2002).

## Избранная фильмография
| Год       |   | Русское название            | Оригинальное название | Роль                            |
| --------- | - | --------------------------- | --------------------- | ------------------------------- |
| 1975      | с | Сомерсет                    | Somerset              | Либби Уилер                     |
| 1977      | ф | Лихорадка субботнего вечера | Saturday Night Fever  | Линда                           |
| 1977—1986 | с | В поисках завтрашнего дня   | Search for Tomorrow   | Уэнди Уилкинс МакНил Картер     |
| 1980      | ф | Бритва                      | Dressed to Kill       | девочка в музее                 |
| 1987      | с | Одна жизнь, чтобы жить      | One Life to Live      | Билли Джиордано                 |
| 1987      | с | Создавая женщину            | Designing Women       | Шэннон Гиббс                    |
| 1988—1995 | с | Любить                      | Loving                | Ава Рескотт Форбс Элден Мастерс |
| 1997—1999 | с | Другой мир                  | Another World         | Лила Харт Робертс Кори Уинтроп  |
| 1999      | с | Как вращается мир           | As the World Turns    | Лила Уинтроп                    |
| 2008      | с | Закон и порядок             | Law & Order           | Одри Лортелл                    |